# 뮌헨: 전쟁의 문턱에서
뮌헨: 전쟁의 문턱에서(Munchen – Im Angesicht des krieges, Munich – The Edge of War)는 영국에서 제작된 크리스찬 슈뵈초브 감독의 2021년 드라마 영화이다. 로버트 해리스의 동명의 소설을 바탕으로 제작되었다. 조지 맥케이 등이 주연으로 출연하였다.

## 출연

### 주연
- 조지 맥케이
- 제레미 아이언스
- 야니스 니에브외너
- 로버트 바서스트